# Dario Costa
Dario Costa (Manchester, 9 maggio 1980) è un atleta italiano, primo italiano a qualificarsi, gareggiare e vincere nella Red Bull Air Race.
Costa è noto anche per alcuni primati in aviazione tra cui l'essere il primo ad aver volato con un velivolo attraverso un tunnel.

## Carriera
Nato da madre iraniana e padre italiano, trascorse la sua prima infanzia viaggiando attraverso Nord Africa e maturando la sua passione per il volo. All'età di sei anni si trasferì a Bologna, in Italia, dove iniziò ad imparare a pilotare velivoli mentre frequentava il liceo, compiendo anche il primo volo da solista all'età di 16 anni.
Si guadagnò da vivere inizialmente come giardiniere, addetto alle pulizie di piscine, postino e successivamente come istruttore teorico presso il suo aeroclub ed ex liceo. Pochi anni dopo, dopo aver vinto la prima borsa di studio dell'Aeroclub Bologna, ottenne il brevetto di pilota commerciale, qualifica di istruttore di volo e di volo acrobatico.
Insegnando a tempo pieno volo acrobatico a motore e gareggiando nella stessa disciplina, nel 2011, è stato anche direttore di gara dei campionati mondiali di acrobazia a motore FAI ed è diventato capo istruttore di volo e di teoria presso l'Aeroclub Milano.
Nell'ottobre 2013 è entrato nella Red Bull Air Race come direttore operazioni di volo, pilota sviluppatore e ferry pilot.
Nel 2016 è diventato il primo italiano a qualificarsi come pilota da corsa della Red Bull Air Race.

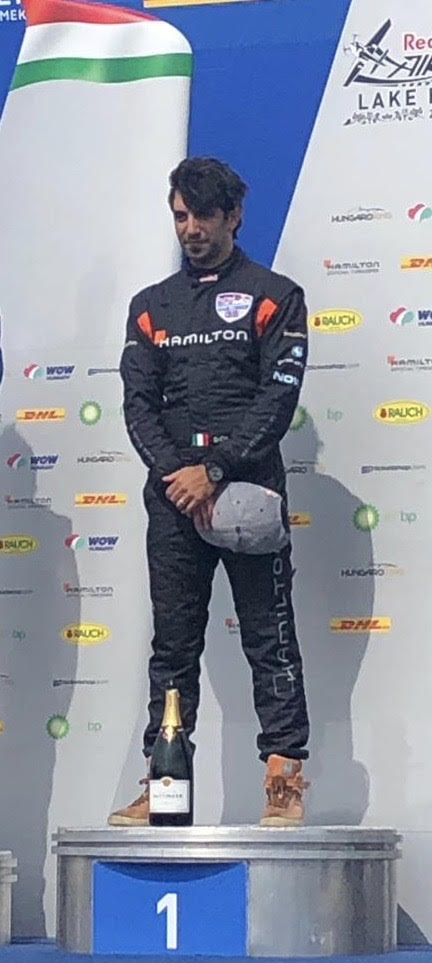
Dario Costa vincitore della Red Bull Air Race Challenger Cup sul Lago di Balaton, 2019

Nel 2017 è diventato il primo pilota di aeroplani a volare in sincronia con uno sciatore freestyle. Lo sciatore era l'italiano Ian Rocca, la location era lo snowpark Mottolino Livigno e l'acrobazia faceva parte di un video promozionale di Lamborghini.
Nel 2018 ha iniziato a gareggiare nella Red Bull Air Race Challenger Cup diventando il primo italiano a partecipare a questa competizione sportiva.
Alla sua seconda gara è salito sul podio e alla sua seconda stagione ha vinto la Challenger Cup 2019 sul Lago Balaton.
Nel luglio 2018 è diventato il primo pilota di aeroplani civili ad aver mai volato e ad essere stato protagonista di un servizio fotografico aria-aria sulla città di Venezia, in Italia. e divenne anche il primo pilota, insieme al pilota britannico Ben Murphy, ad aver mai eseguito un Red Bull Air Race demo al Farnborough International Airshow, la seconda più grande manifestazione al mondo nel suo genere.
Nel marzo 2019 è diventato il primo pilota di aeroplani ad aver mai effettuato manovre di gara a bassa quota sul Deserto del Namib, in questa occasione per un video promozionale del marchio di orologi Hamilton Watch.
Nel 2019 è diventato il primo pilota di aeroplani a esibirsi e includere nella sua routine di manifestazione un rollio in volo in formazione insieme ad un elicottero pilotato da un altro pilota italiano, Mirko Flaim, e divenne anche il secondo pilota a includere nella sua routine di manifestazione un rollio continuo intorno a paracadutisti in volo con tuta alare, nel suo caso il team austriaco Red Bull Skydive Team.
Nel settembre 2019 si è esibito all'Airpower, la più grande manifestazione aerea d'Europa.
Nel giugno 2020 si è esibito nel film Red Bull "Drum the Bull", un video musicale in cui il percussionista di fama internazionale Martin Grubinger combina la musica classica con i suoni di diversi sport motoristici, incluso lo Zivko Edge 540 volato da Costa, per celebrare le due gare consecutive a Spielberg di apertura del Campionato del mondo di Formula 1 2020.
Nel luglio 2020 è diventato il primo pilota di aeroplani a volare a bassa quota, in questa occasione per il GP di F1 della Stiria, lungo tutto il circuito Red Bull Ring per un video anteprima della pista mai realizzato prima.
Nel 2020 si è esibito per l'apertura del GP di Formula 1 della Stiria, del GP d'Austria e della Stiria di MotoGP e del Campionato del mondo di Rally in Turchia, diventando il primo pilota di aeroplani a esibirsi come apertore di una gara di F1, MotoGP e World Rally Championship nello stesso anno.
Nell'ottobre 2020 si è esibito in due video annuncio della finale mondiale della competizione Red Bull BC One di break dance volando in sincronia con il ballerino Rico Coker.
Il 2 Gennaio 2021, Costa ha svelato un sistema che mostra in tempo reale dati biometrici del pilota che ha installato nel suo aeroplano nel 2020. Un sistema costruito su misura basato su un'idea originale dello stesso Costa e da Marcel Stenner il cui software è stato programmato appositamente dal Red Bull Innovation Team.
Il 20 gennaio 2021, Costa ha svelato un sedile su misura basato sugli attuali sedili usati in F1 e nel World Rally Championship adattati dal fisioterapista del Red Bull Athlete Performance Center David Denifl insieme al motociclista austriaco August Auinger ed il pilota di auto da corsa Bernhard Auinger.
Il 21 aprile 2021 viene annunciato che Costa gareggerá nella massima categoria del campionato del mondo air race chiamato ora World Championship Air Race il cui inizio è programmato per il 2022. Questo campionato mondiale sostituisce la Red Bull Air Race e la sua massima categoria, la quale sostituisce la precedente Red Bull Air Race Master Class, è la AeroGP1.
Il 4 settembre 2021 Costa ha stabilito ad Istanbul sull'autostrada Otoyol 7 cinque record in aviazione decollando dall'interno di un tunnel ed entrando direttamente dentro il successivo tunnel lungo 1.730 m e stabilendo il Guinness dei primati per il primo e più lungo tunnel mai volato con velivolo.
Nel maggio 2022, Costa è protagonista di un video promozionale di Lamborghini, questa volta per il lancio del modello Huracan Tecnica.
Il 20 giugno 2022, Costa, insieme a Mikel Lucas Garcia de Albeniz Martinez, Barbara Forster, Peter Adrian Leitl e Andreas Flaschger, ha pubblicato un articolo scientifico riguardo al progetto Tunnel Pass.
Nell'estate 2022, viene pubblicato un videogioco online chiamato "Red Bull Giro Veloce" in cui i giocatori possono scegliere Costa o il pilota di F1 Max Verstappen per rispettivamente volare o guidare nel tracciato del Red Bull Ring per vincere un volo con Dario o una giornata con Max.
Il 26 agosto 2022, Costa ha dato un Ted Talk al TedX Cortina.
Nel Settembre 2022, a Polignano a Mare, Italia, Costa diventa il primo pilota di aeroplano a volare in formazione con un tuffatore posizionandosi in una salita verticale parallela accanto alla discesa del tuffatore lanciatosi da un trampolino di 27 metri di altezza. Quattro tuffatori professionisti hanno preso parte a questo progetto: Alessandro De Rose, Catalin Preda, Artem Silchenko, Aidan Heslop, coordinati da Orlando Duque. Da questa performance sono stati prodotti diversi video e foto in onore di Domenico Modugno.
Il 2 e 3 Settembre 2022, Costa, insieme a Mirko Flaim, la Red Bull Skydive Team ed i The Flying Bulls, ha portato alla manifestazione internazionale Airpower 22 a Zeltweg, Austria, per la prima volta la nuova versione del Red Bull Aerobatic Triple, denominato 2.0.
Il 3 Novembre 2022, esce, pubblicato dalla Edizioni Minerva, il libro il Tunnel Perfetto, scritto da Dario Costa con Biagio D'Angelo.
Dopo quasi un anno di lavoro con il partner Prada, ad inizio 2023, tuta, scarpe e guanti disegnati con Dario per il volo da corsa ed acrobatico vengono svelati con due video.
Nel Maggio 2023, Dario e Swift Fuel GmbH, annunciano una partnership per l'utilizzo e lo sviluppo di carburante rinnovabile per motori aeronautici a pistoni ad alte prestazioni.
Nel Settembre 2023, Dario diventa il primo ad aver volato uno slalom fra barche in movimento, in questo caso le due AC40 delle squadre Luna Rossa Prada Pirelli e Alinghi Red Bull Racing per l'America's Cup. Il tutto avviene nelle acque di  Vilanova i la Geltrù (Spagna) con le imbarcazioni che navigavano a circa 50 km/h.
Nel 2024, Dario diventa il primo italiano e più giovane di sempre a vincere il "Bob Hoover - Freedom of Flight award".
Nel Gennaio 2025, Dario Costa sigla il suo 17º primato in aviazione con il suo 15º progetto diventando il primo a volare con un aeroplano una pista da sci, da inizio a fine. La pista in questione è la famosa Streif, una gara della Coppa del mondo di sci alpino della città di Kitzbühel, in Austria. La anche chiamata Hahnenkamm è la più ripida ed anche considerata la più difficile pista del mondiale.

## Altre attività e curiosità
Per quasi dieci anni Dario è stato giocatore della Fortitudo Baseball Bologna gareggiando nei Campionati Italiani Regionali e Nazionali di Baseball U12, U15 (Cadetti) e U18 (Juniores) fino al 1996. È stato principalmente nei ruoli di seconda base e lanciatore, ma è stato selezionato una volta come lanciatore di riserva per la nazionale italiana Under 18.
Il suo numero di uniforme da baseball era principalmente il 32, che è il numero che usa anche come pilota da corsa.

## Premi e riconoscimenti
- Nel 2024, Costa è stato premiato con il "Bob Hoover - Freedom of Flight award".[22]
- Nel 2021, Costa è stato premiato con il Guinness dei primati per il primo e più lungo tunnel mai volato con velivolo.
- Nel 2015, Costa è stato premiato dal Comitato olimpico nazionale italiano con la "Medaglia al valore atletico".
- Il 5 agosto 2018 una foto che ritrae Costa in volo su Venezia è stata inclusa in "Le migliori immagini dello sport" del The Sunday Times.[24]
- L'8 novembre 2019 Costa è stato premiato dalla Regione Italiana Emilia-Romagna per i suoi risultati sportivi[25]

## Filmografia
| Data           | Titolo                                                        | Localitá                   | Note                             |
| -------------- | ------------------------------------------------------------- | -------------------------- | -------------------------------- |
| Aprile 2017    | Lamborghini - Aventador S: Dare your EGO at high Altitude     | Livigno, Italia            | Diretto da Alessandro Zorio      |
| Novembre 2017  | Briko - The Golden Helmet: Episode 3                          | Salisburgo, Austria        | featuring Lindsey Vonn           |
| Settembre 2019 | Hamilton Watch - Dreams of Flight                             | Deserto del Namib, Namibia | Diretto da Jacob Sutton          |
| Luglio 2020    | Red Bull - Drum the Bull                                      | Red Bull Ring, Austria     | Diretto da Fritz Melchert        |
| Luglio 2020    | Red Bull - 2020 Styrian Grand Prix \| Formula 1 Track Preview | Red Bull Ring, Austria     | Diretto da Christoph Deja        |
| Ottobre 2020   | Red Bull BC One \| 2020 World Finals                          | Salisburgo, Austria        | Prodotto da Red Bull Media House |
| Maggio 2022    | Lamborghini - Huracan Tecnica: Fun to drive con Dario Costa   | Salzburg, Austria          | Diretto da Alessandro Zorio      |
| Agosto 2022    | Red Bull - Aerobatic Triple 2.0                               | Zeltweg, Austria           | Diretto da Christoph Deja        |
| Settembre 2022 | Red Bull - VOLARE                                             | Polignano a Mare, Italia   | Prodotto da Red Bull Media House |
| Febbraio 2023  | Prada – Prada per Dario Costa                                 | Salisburgo, Austria        |                                  |
| Gennaio 2025   | Red Bull – Streif course preview                              | Kitzbühel, Austria         |                                  |